# Peter Köster (Theologe, 1936)
Peter Köster SJ (* 1936) ist ein deutscher Theologe.

## Leben
Nach dem Studium der Philologie, Philosophie und Theologie war er Studentenseelsorger in Münster und München. Er war am Fortbildungsinstitut der Orden (IMS) für den deutschsprachigen Raum mit Sitz in Frankfurt am Main verantwortlich für den theologisch-spirituellen Fachbereich tätig, von 1981 bis 1997 Direktor des IMS.
Seine Schwerpunkte sind die biblischen und anthropologischen Grundlagen des geistlichen Lebens.

## Schriften (Auswahl)
- Das Lukas-Evangelium. Orientierung am Weg Jesu. Eine geistliche Auslegung auf fachexegetischer Grundlage. Sankt Ottilien 2017, ISBN 3-8306-7863-0.
- Propheten. Geschichtlicher Hintergrund und geistliche Orientierung. Sankt Ottilien 2018, ISBN 978-3-8306-7911-0.
- Lebensorientierung am Johannes-Evangelium. Eine geistliche Auslegung auf fachexegetischer Grundlage. Sankt Ottilien 2020, ISBN 3-8306-8036-8.
- Beten in einer säkularen Welt. Praktische Anleitung, konkrete Übungsschritte. Sankt Ottilien 2020, ISBN 3-8306-8006-6.